# Persoonia laxa
Persoonia laxa är en tvåhjärtbladig växtart som beskrevs av L.A.S. Johnson & P.H. Weston. Persoonia laxa ingår i släktet Persoonia och familjen Proteaceae. Inga underarter finns listade i Catalogue of Life.